# Club de Básquetbol Lechugueros de León
I Lechugueros de León sono una società cestistica con sede a León, in Messico. Fondati nel 1971, giocano nella Liga Nacional de Baloncesto Profesional.
Disputano le partite interne nel Gimnasio del Estado de Sonora, che ha una capacità di 4.590 spettatori.